# Seeberg
Seeberg (toponimo tedesco) è un comune svizzero di 1 545 abitanti del Canton Berna, nella regione dell'Emmental-Alta Argovia (circondario dell'Alta Argovia).

## Storia
IL 1° gennaio  2016 ha accorpato il comune soppresso di Hermiswil.

## Monumenti e luoghi d'interesse

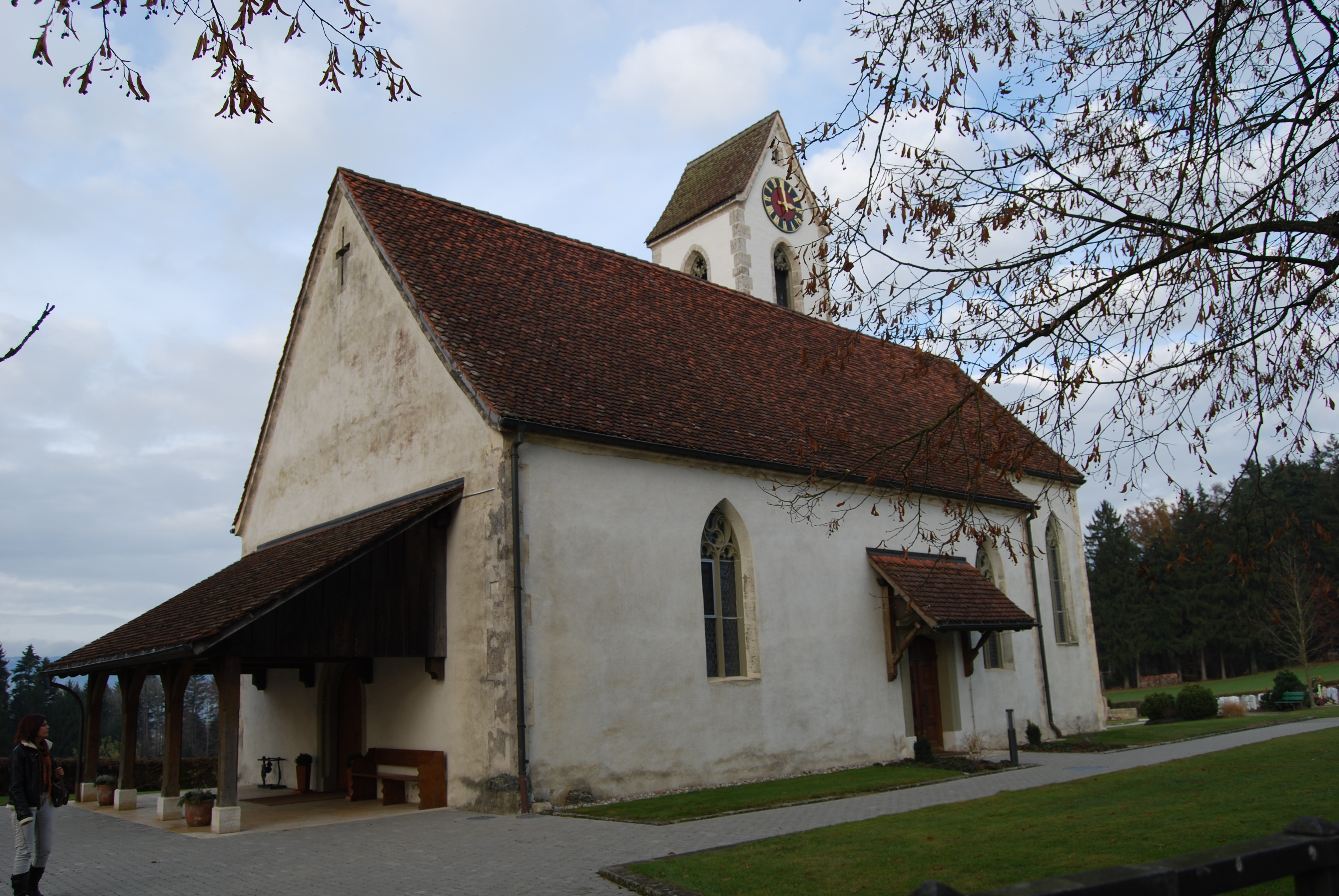
La chiesa riformata

- Chiesa riformata (già di San Martino), attestata dal 1076 e ricostruita nel 1516[1].
- Casa del pittore Cuno Amiet, frazione Oschwand.

## Società

### Evoluzione demografica
L'evoluzione demografica è riportata nella seguente tabella:
Abitanti censiti

## Geografia antropica

### Frazioni
Le frazioni e le località di Seeberg sono:
- Bittwil[senza fonte]
- Grasswil[senza fonte]
- Hermiswil[4]
- Juchten-Oschwand
- Loch[senza fonte]
- Niedergrasswil
- Obergrasswil
- Regenhalden[senza fonte]
- Riedtwil[5]
- Spiegelberg[senza fonte]

## Infrastrutture e trasporti
Seeberg è servito dalla stazione di Riedtwil sulla ferrovia Berna-Olten.

## Amministrazione
Ogni famiglia originaria del luogo fa parte del cosiddetto comune patriziale e ha la responsabilità della manutenzione di ogni bene ricadente all'interno dei confini del comune.